# Pittsburgh Pirates

Cap Logo

Pittsburgh Pirates is een Amerikaanse honkbalclub uit Pittsburgh, Pennsylvania. De club is in 1882 opgericht.
De Pirates (destijds als Allegheny) vormden met vijf andere clubs de American Association (AA) in 1882. In 1887 stapte men over naar de National League en veranderde men de naam in de Pittsburgh Alleghenys. In 1891 werd de naam gewijzigd in de Pittsburgh Pirates. De National League is sinds 1903, samen met de American League, onderdeel van de Major League Baseball. Van 1969 tot en met 1993 speelden de Pirates in de East Division, vanaf 1994 speelt de club in de Central Division van de National League. Het stadion van de Pittsburgh Pirates heet PNC Park. Ze hebben vijfmaal de World Series gewonnen: in 1909, 1925, 1960, 1971 en 1979.

## Erelijst
Van 1882 t/m 1886 als Allegheny, van 1887 t/m 1890 als Pittsburgh Alleghenys, en van 1891 t/m heden als Pittsburgh Pirates.
- Winnaar World Series (5×): 1909, 1925, 1960, 1971, 1979
- Runners-up World Series (2×): 1903, 1927
- Winnaar National League (9×): 1901, 1902, 1903, 1909, 1925, 1927, 1960, 1971, 1979
- Winnaar National League Central (0×): -
- Winnaar National League East (9×): 1970, 1971, 1972, 1974, 1975, 1979, 1990, 1991, 1992
- Winnaar National League Wild Card (van 1994 t/m heden) (1×): 2013
- National League Wild Card Game (van 2012 t/m 2019 en 2021) (3×): 2013, 2014, 2015

## Seizoen 2019

### National League Central
Betekenis afkortingen: Gewonnen | Verloren | Gemiddelde | Achterstand
Eindstand per 29 september 2019
| Team                | G  | V  | Gem.  | A  | Thuis G - V | Uit G - V |
| ------------------- | -- | -- | ----- | -- | ----------- | --------- |
| St. Louis Cardinals | 91 | 71 | 0.562 | -  | 50 - 31     | 41 - 40   |
| Milwaukee Brewers ✦ | 89 | 73 | 0.549 | 2  | 49 - 32     | 40 - 41   |
| Chicago Cubs        | 84 | 78 | 0.519 | 7  | 51 - 30     | 33 - 48   |
| Cincinnati Reds     | 75 | 87 | 0.463 | 16 | 41 - 40     | 34 - 47   |
| Pittsburgh Pirates  | 69 | 93 | 0.426 | 22 | 35 - 46     | 34 - 47   |

✦ National League Wild Card Game

## Seizoen 2018

### National League Central
Betekenis afkortingen: Gewonnen | Verloren | Gemiddelde | Achterstand
Eindstand per 1 oktober 2018
| Team                | G  | V  | Gem.  | A   | Thuis G - V | Uit G - V |
| ------------------- | -- | -- | ----- | --- | ----------- | --------- |
| Milwaukee Brewers ✤ | 96 | 67 | 0.589 | -   | 51 - 30     | 45 - 37   |
| Chicago Cubs ✤ ✦    | 95 | 68 | 0.583 | 1   | 51 - 31     | 44 - 37   |
| St. Louis Cardinals | 88 | 74 | 0.543 | 7½  | 43 - 38     | 45 - 36   |
| Pittsburgh Pirates  | 82 | 79 | 0.509 | 13  | 44 - 36     | 38 - 43   |
| Cincinnati Reds     | 67 | 95 | 0.414 | 28½ | 37 - 44     | 30 - 51   |

✤ Na 162 wedstrijden was de stand in divisie tussen de Milwaukee Brewers en de Chicago Cubs gelijk (95-67).

Zodoende was er een 163e wedstrijd nodig om een winnaar aan te wijzen.

Deze extra wedstrijd werd in Chicago gespeeld en door de Brewers met 1-3 gewonnen.

De Cubs werden daardoor verwezen naar de National League Wild Card Game tegen de Colorado Rockies.

✦ National League Wild Card Game

## Seizoen 2017

### National League Central
Betekenis afkortingen: Gewonnen | Verloren | Gemiddelde | Achterstand
Eindstand per 1 oktober 2017
| Team                | G  | V  | Gem.  | A  | Thuis G - V | Uit G - V |
| ------------------- | -- | -- | ----- | -- | ----------- | --------- |
| Chicago Cubs        | 92 | 70 | 0.568 | -  | 48 - 33     | 44 - 37   |
| Milwaukee Brewers   | 86 | 76 | 0.531 | 6  | 46 - 38     | 40 - 38   |
| St. Louis Cardinals | 83 | 79 | 0.512 | 9  | 44 - 37     | 39 - 42   |
| Pittsburgh Pirates  | 75 | 87 | 0.463 | 17 | 44 - 37     | 31 - 50   |
| Cincinnati Reds     | 68 | 94 | 0.420 | 24 | 39 - 42     | 29 - 52   |